# Codice Hays

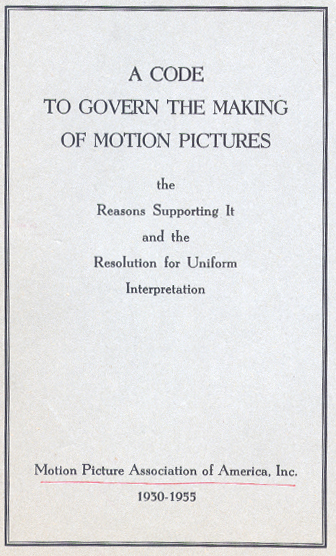
Il Codice Hays

Codice Hays è il nome con cui è comunemente indicato, dal nome del suo creatore William Harrison Hays, il Production Code, una serie di linee guida morali che per molti decenni hanno governato e limitato la produzione del cinema negli USA.
La Motion Picture Producers and Distributors of America (MPPDA, che sarebbe poi diventata la Motion Picture Association of America, o MPAA) adottò il codice nel 1930, iniziando però ad applicarlo effettivamente nel 1934, e lo abbandonò solo nel 1968 a favore del successivo MPAA film rating system.
Il Production Code specificava cosa fosse o non fosse considerato "moralmente accettabile" nella produzione di film.

## Regole del Codice
Il Production Code elencava tre "Principi generali":
1. Non sarà prodotto nessun film che abbassi gli standard morali degli spettatori. Per questo motivo la simpatia del pubblico non dovrà mai essere indirizzata verso il crimine, i comportamenti devianti, il male o il peccato.
2. Saranno presentati solo standard di vita corretti, con le sole limitazioni necessarie al dramma e all'intrattenimento.
3. La Legge, naturale, divina o umana, non sarà mai messa in ridicolo, né sarà mai sollecitata la simpatia dello spettatore per la sua violazione.

Diverse restrizioni specifiche vennero poi stilate come "Applicazioni particolari" di questi tre principi fondamentali:
- Il nudo e le danze lascive furono proibiti.
- La ridicolizzazione della religione fu proibita; i ministri del culto non potevano essere rappresentati come personaggi comici o malvagi.
- La rappresentazione dell'uso di droghe fu proibita, come pure il consumo di alcolici, "quando non richiesto dalla trama o per un'adeguata caratterizzazione".
- I metodi di esecuzione di delitti (per esempio l'incendio doloso, o il contrabbando ecc.) non potevano essere presentati in modo esplicito.
- Le allusioni alle "perversioni sessuali" (tra cui, all'epoca, veniva annoverata l'omosessualità) e alle malattie veneree furono proibite, come lo fu anche la rappresentazione del parto.
- La sezione sul linguaggio bandì varie parole e locuzioni offensive.
- Le scene di omicidio dovevano essere girate in modo tale da scoraggiarne l'emulazione nella vita reale, e assassinii brutali non potevano essere mostrati in dettaglio. "La vendetta ai tempi moderni" non doveva apparire giustificata.
- La santità del matrimonio e della famiglia doveva essere sostenuta. "I film non dovranno concludere che le forme più basse di rapporti sessuali sono cose accettate o comuni". L'adulterio e il sesso illegale, per quanto si riconoscesse potessero essere necessari per la trama, non potevano essere espliciti o giustificati, e non dovevano essere presentati come un'opzione attraente.
- Le rappresentazioni di relazioni fra persone di razze diverse erano proibite.
- "Scene passionali" non dovevano essere introdotte se non necessarie per la trama. "Baci eccessivi e lussuriosi vanno evitati", assieme ad altre trattazioni che "potrebbero stimolare gli elementi più bassi e grossolani".
- La bandiera degli Stati Uniti d'America doveva essere trattata rispettosamente, così come i popoli e la storia delle altre nazioni.
- La volgarità, e cioè "soggetti bassi, disgustosi, spiacevoli, sebbene non necessariamente negativi", doveva mantenersi entro i dettami del buon gusto. Temi come la pena capitale, la tortura, la crudeltà verso i minori e gli animali, la prostituzione e le operazioni chirurgiche dovevano essere trattati con uguale sensibilità.

## Storia

### Prima del Production Code
La Corte Suprema degli Stati Uniti d'America aveva sentenziato nel 1915, nella causa Mutual Film Corporation v. Industrial Commission of Ohio, che le pellicole cinematografiche non erano coperte dal primo emendamento: «la proiezione di immagini in movimento è un business puro e semplice, nato e gestito per il profitto [...] non deve essere considerato [...] a nostro parere come parte della libera stampa del Paese o come un mezzo di formazione della pubblica opinione». La medesima sentenza stabiliva inoltre che i film «possono essere usati per fini malvagi» e che pertanto la censura di questi «non è oltre il potere del Governo».
A seguito di tale sentenza città e contee avevano iniziato a porre divieti sulla pubblica esibizione di film giudicati "immorali", e gli studios temevano che presto sarebbe seguita una legislazione statale o federale.
Nei primi anni venti tre grossi scandali avevano turbato Hollywood: i processi per omicidio della star delle commedie Roscoe Fatty Arbuckle (accusato della morte dell'attrice Virginia Rappe a una festa), l'assassinio del regista William Desmond Taylor (e le rivelazioni sul suo stile di vita), e la morte dovuta alla droga del popolare attore Wallace Reid. Queste storie, avvenute in rapida successione, furono trattate con sensazionalismo e clamore dalla stampa e costituirono i titoli di tutti i quotidiani del paese. Sembrarono confermare in pieno la percezione che molti avevano di Hollywood come "città del peccato".
Il pubblico sdegno, per questa supposta immoralità sia in Hollywood sia nei film, portò alla creazione nel 1922 dell'Associazione dei produttori e distributori di pellicole cinematografiche (Motion Pictures Producers and Distributors Association, che divenne la Motion Picture Association of America nel 1945). Intenzionata a presentare un'immagine positiva dell'industria cinematografica, l'Associazione era guidata da Will H. Hays, che in precedenza era stato Postmaster General e capo della campagna elettorale del 1920 per il presidente Warren Gamaliel Harding. Hays chiese di stabilire una serie di standard morali per i film.
A questo fine Hays tentò di rafforzare tramite la sua associazione l'autorità morale sui film hollywoodiani per otto anni, ma con scarsi effetti. L'ufficio di Hays rilasciò infatti una lista di divieti e di cautele nel 1927, ma i registi continuarono a realizzare ciò che volevano, e in molti casi i tagli proposti di alcune battute o scene non vennero effettuati.

### Dal 1930 al 1934: l'era "Pre-Codice"
Con l'avvento dei dialoghi nel 1927 si sentì la necessità di un codice scritto più restrittivo. Fu così steso il Production Code, che venne adottato il 31 marzo 1930, ma non vennero prese iniziative perché entrasse formalmente in vigore. Il periodo tra il 1930 e il 1934 è spesso definito l'era "pre-Codice" perché, anche se il codice in teoria già esisteva, fu di fatto ignorato dagli studios.
Questo e i codici successivi furono spesso denominati Codice Hays perché Hays ne era stato il promotore.
La MPPDA rispose alle critiche rivolte ai film "pre-Codice" violenti e razzisti con un inasprimento del codice stesso. Il codice fu successivamente rafforzato dalla creazione della Catholic Legion of Decency, che definì "indecenti" i film per i quali chiedeva il boicottaggio da parte dei cattolici.

### Inasprimento
Il codice nella versione del 1930 non aveva strumenti efficaci di applicazione. Un emendamento al codice, adottato il 13 giugno 1934, creò allora la Production Code Administration, decidendo che da allora ogni film dovesse ottenere un certificato di approvazione prima di approdare nelle sale. Da allora, per tutto il ventennio successivo, tutti i film prodotti negli Stati Uniti aderirono più o meno rigidamente al codice.
Si noti che il "Production Code" fu un codice di auto-regolamentazione e non fu creato o imposto da autorità federali, statali o cittadine. Infatti gli studi di Hollywood adottarono il codice soprattutto nella speranza di evitare la censura governativa, preferendo regolarsi da sé piuttosto che sottostare a regole imposte dal governo.

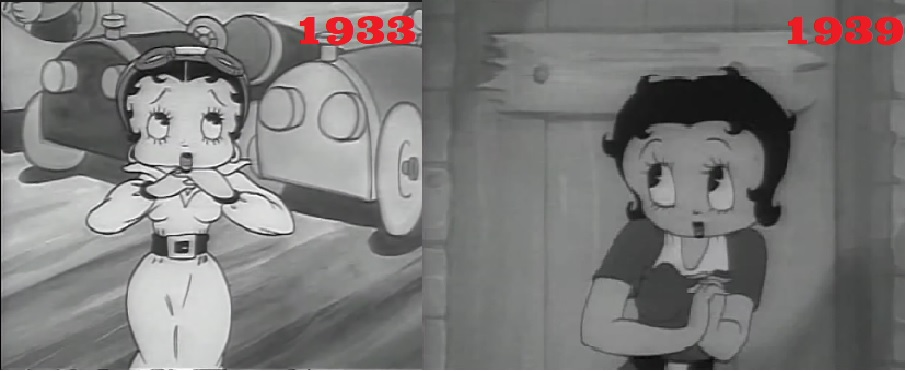
Il cartoon Betty Boop nelle maglie della censura: esempio di un "prima" e un "dopo" del personaggio di Fleischer rivisto con abiti più castigati e meno succinti

L'introduzione del "Production Code" causò la scomparsa di molti comitati locali di censura. Nel frattempo l'U.S. Customs Department (il dipartimento delle Dogane) proibì l'importazione del film Estasi del 1932-33, in cui recitava un'attrice che sarebbe diventata famosa con il nome di Hedy Lamarr. Contro il provvedimento venne fatto appello davanti alla Corte Suprema, che aveva già espresso il parere secondo cui l'opera cinematografica non ricadeva sotto la protezione del primo emendamento.
Joseph I. Breen fu eletto capo della neonata Production Code Administration. Sotto la sua guida gli sforzi del Production Code divennero ben noti per la loro rigidezza. La facoltà di Breen di modificare la sceneggiatura e le scene filmate provocò l'ira di molti sceneggiatori, registi e produttori di Hollywood.
Il primo intervento che coinvolse una major cinematografica fu nella pellicola del 1934 Tarzan e la compagna, nella quale una breve scena di nudo dell'attrice Maureen O'Sullivan venne eliminata dal negativo del film. Altri casi famosi di censura, celebrati in seguito nella pellicola del 2004 di Martin Scorsese The Aviator, coinvolsero il film western del 1943 Il mio corpo ti scalderà, prodotto e diretto da Howard Hughes. La pellicola non ricevette il certificato di approvazione e venne tenuta lontana dalle sale cinematografiche per alcuni anni, soprattutto perché le locandine pubblicitarie della pellicola focalizzavano l'attenzione sul prosperoso seno dell'attrice Jane Russell. Tuttavia Hughes riuscì a persuadere Breen che ciò non violava il codice e che la pellicola potesse essere mostrata al pubblico.

### Gli anni cinquanta e i primi anni sessanta
Le produzioni hollywoodiane lavorarono sempre al limite dei dettami del Production Code fino ai tardi anni cinquanta, nei quali ebbe termine l'epoca d'oro di Hollywood, quando il cinema dovette affrontare l'avvento di alcuni minacciosi contendenti.
Il primo di questi fu l'avvento della televisione, che permetteva al pubblico americano di non abbandonare le proprie abitazioni per vedere delle pellicole cinematografiche. Hollywood capì la necessità di offrire agli americani qualcosa che la televisione non sarebbe stata in grado di dare, poiché anche la televisione era soggetta a un codice di regolamentazione ancora più restrittivo.
Oltre all'avvento della televisione c'era la crescente concorrenza del cinema straniero, con produzioni di grande eccellenza come Ladri di biciclette di Vittorio De Sica del 1948; capolavori universalmente riconosciuti di cui i settori più colti della società americana sentivano parlare, ma che erano il frutto di canoni culturali e morali completamente diversi e che non potevano rientrare facilmente nei limiti imposti dal Codice Hays.
Anche Ladri di biciclette fu soggetto a una controversia della censura quando l'MPAA chiese di tagliare la scena nella quale il protagonista parla con delle prostitute di un bordello senza alcuna considerazione del fatto che non vi fosse nella fattispecie alcuna allusione sessuale. Roma città aperta - dopo essere stato del tutto proibito nella Germania Ovest - fu proiettato in alcune sale americane solo a prezzo di 15 minuti di tagli e, in alcuni stati, del divieto ai minori di 21 anni. I due distributori americani del film di Rossellini, Joseph Burstyn e Arthur Mayer, intelligentemente sottoposero il film agli uffici della MPAA della costa Est, dove si pensava che l'influenza di Joseph I. Breen fosse meno forte.

## Abbandono
La forza intrinseca del Codice dipendeva dall'integrazione verticale tra società di produzione cinematografica e società di distribuzione che controllavano direttamente la stragrande maggioranza delle sale statunitensi: un film che, nonostante tutte le difficoltà, fosse stato finanziato e prodotto indipendentemente senza rispettare i dettami della censura imposta dalle grandi case di produzione, non sarebbe mai stato distribuito nelle sale controllate dalle medesime major. Parimenti, se da un lato gli Studi non potevano bloccare tout-court l'importazione di film stranieri, che non erano vincolati dal Codice fin dalla produzione, dall'altro potevano limitarne la distribuzione alle poche sale indipendenti di alcune città.
È quindi una decisione in materia di concorrenza - e non sulla libertà di parola - a infliggere il primo colpo al meccanismo codificato da Will H. Hays. Nel 1948, nel caso United States vs. Paramount Pictures, Inc., 334 U.S. 131, la Corte suprema degli Stati Uniti d'America decretò che il controllo dei canali di distribuzione (in sintesi la proprietà di cinema e teatri) in capo agli stessi soggetti che producevano le pellicole rappresentava un monopolio di fatto in violazione della normativa USA in materia anti-trust. La Corte da un lato annullò tutti gli accordi di esclusiva tra Studios e gestori delle sale, dall'altro costrinse la Paramount Pictures a dividersi in due società indipendenti. La Paramount Pictures Corp. avrebbe prodotto i film mentre la United Paramount Theaters, cui restava la proprietà di cinema e teatri, avrebbe controllato la distribuzione.
La decisione della Corte, estesa successivamente a tutti gli altri Studios, nei tre decenni successivi provocò una crescita costante del numero di sale e di produttori indipendenti e, indirettamente, tolse forza ai censori della MPAA aumentando le alternative a disposizione di chi non voleva adeguarsi.
Il Giudice William O. Douglas concluse con queste parole il Parere di maggioranza nel caso United States vs. Paramount: "Non abbiamo dubbi che le pellicole cinematografiche, così come i giornali e la radio, fanno parte di quella «stampa» la cui libertà di espressione è garantita dal Primo Emendamento". Poche righe che non si limitavano a sconfessare quanto affermato dai Giudici della Corte Suprema nel 1915, rappresentavano per molti un esplicito invito a presentare un caso in materia di libertà di espressione affinché la Corte potesse pronunciarsi specificamente sulla costituzionalità della censura delle opere cinematografiche. L'occasione venne nel 1950 e fu offerta da un film Italiano di soli 47 minuti, diretto da Roberto Rossellini e scritto da Federico Fellini: Il Miracolo, noto in Italia come il secondo episodio de L'Amore.
L'opera di Rossellini era già stata presentata a Venezia senza provocare scandalo. Anna Magnani interpretò talmente bene la parte di una contadina ritardata che - nel ricordo - trasforma il proprio stupratore in San Giuseppe e la gravidanza che ne consegue in un miracolo, da meritare il Nastro d'argento alla migliore attrice protagonista. Fu ancora una volta Joseph Burstyn a riuscire ad ottenere una licenza di distribuzione per la Città di New York nel 1949; a differenza di Roma città aperta però Il Miracolo non era stato espressamente lodato dal Vaticano, così nel 1951 - dopo polemiche, proteste e tentativi di censura - il cortometraggio italiano fu definitivamente etichettato come «sacrilego» dal New York Board of Regents e la licenza venne ritirata.
Burstyn non si arrese e portò il caso fino alla Corte Suprema Americana. Nel maggio del 1952, i 9 giudici della First Street ribaltarono il verdetto della Corte d'Appello di New York e dichiararono che la decisione delle autorità cittadine era incostituzionale, affermando espressamente che: "Non si può dubitare che le pellicole cinematografiche rappresentino un mezzo significativo per la comunicazione delle idee" e che: "La loro importanza come mezzo a disposizione dell'opinione pubblica non è sminuita dal loro essere pensate per divertire e informare allo stesso tempo".
Tale decisione fu confermata in due casi successivi che coinvolsero - non a caso - prima un film francese, Il piacere e l'amore e poi M, diretto da Joseph Losey, il remake americano di M - Il mostro di Düsseldorf. È facile capire come lo smantellamento delle decine di organismi, uffici e comitati di censura statali e cittadini da parte della Corte Suprema abbia reso palesemente inutile il meccanismo di autocensura preventiva ideato a Hollywood nel 1927.
Nel 1953 Otto Preminger forte della sentenza dell'anno prima, si rifiutò di apportare i tagli richiesti dalla Motion Picture Association of America alla commedia romantica da lui diretta La vergine sotto il tetto. Si rivolse a un produttore indipendente, la United Artists, e grazie alla decisione presa dalla Corte nel 1948 riuscì a far proiettare un film privo del visto di censura degli Studios in decine di sale in tutti gli Stati Uniti d'America.
Formalmente il Codice Hays sopravvisse fino al 1968, quando la Motion Picture Association of America approvò un nuovo sistema di classificazione delle pellicole, ma il numero di registi e sceneggiatori ancora disposti a ubbidire alle prescrizioni degli anni '30 era drasticamente diminuito fin dall'inizio degli anni '60.